# François de Bourbon, prince de Conti

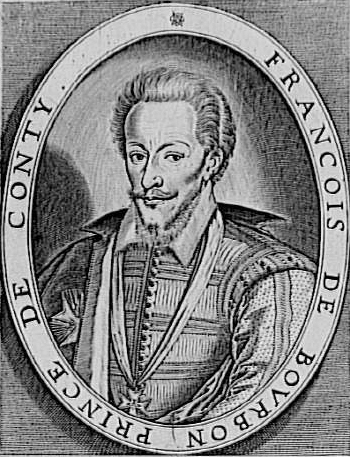
Zeitgenössischer Stich mit dem Porträt François de Bourbons

François de Bourbon, prince de Conti (* 19. August 1558 in La Ferté-sous-Jouarre; † 3. August 1614 in Paris), souveräner Fürst von Chateau-Regnault, war ein Heerführer während der französischen Hugenottenkriege sowie Gouverneur der Auvergne, der Dauphiné und Militärgouverneur von Paris.

## Leben
De Bourbon war der dritte Sohn Louis I. de Bourbons, Fürst von Condé, und der Éléonore de Royes. Er wurde protestantisch erzogen, trat aber in der Bartholomäusnacht zum katholischen Glauben über. 1577 nahm er an der ersten Versammlung der Stände in Blois teil. Seit 1597 war er offiziell Prinz von Conti und wurde 1580 von Heinrich III. zum Ritter des Ordens vom heiligen Geist ernannt. Er beteiligte sich ab 1587 an den Religionskriegen. Da er Henri, dem dritten Herzog von Guise misstraute, schloss er sich, nach der Ermordung Heinrichs III., 1589 seinem Cousin Heinrich von Navarra an, später König Heinrich IV. wurde. Er war einer der beiden Prinzen von Geblüt, welche die Deklaration zur Anerkennung Heinrichs IV. unterzeichneten und er unterstützte diesen auch weiterhin. Nach dem Tod des Kardinals Charles de Bourbon im Jahr 1590 galt er selbst als Thronanwärter. Er kämpfte in der Schlacht bei Ivry mit Auszeichnung, wurde aber 1592 von Philippe-Emmanuel de Lorraine, duc de Mercœur bei Craon geschlagen.

## Familie
Am  17. Dezember 1581 heiratete de Bourbon seine erste Frau Jeanne Françoise (geborene de Coëme, Erbin von Bonnétable) im Palais du Louvre, die 1601 starb.
1605 nahm er Louise-Marguerite (geborene de Lorraine, princesse de Chateau-Regnault, 1574–1631) zur Frau, die Tochter des 1588 ermordeten Henri I. de Lorraine, Herzog von Guise und der Katharina von Kleves. Sie erlangte als Witwe Bekanntheit durch ihre Bücher.
Sein einziges legitimes Kind, Marie de Bourbon (* 8. März 1610, † 20. März 1610), war kurz nach der Geburt verstorben, so dass der Titel verfiel. Er hatte zudem einen illegitimen Sohn Nicolas († 25. März 1648 in Paris), bâtard de Conti, genannt de Gramont. Er wurde Abt von St. Stephan in Bassac in der Saintonge. Beide Kinder wurden in Paris in der Kirche St. Germain-des-Prés beigesetzt.
Seine Witwe war heimlich mit François de Bassompierre verheiratet, der sich mit ihr gegen den Kardinal de Richelieu verschworen hatte. Nachdem die Verschwörung bekannt geworden war, verbannte der Kardinal sie in das Château d’Eu, wo sie am 30. April 1631 starb.